# شهرستان زرندیه
شهرستان زرندیه شهرستانی در استان مرکزی با مرکزیت شهر مأمونیه است. زرندیه دومین شهرستان بزرگ این استان است. شهر مأمونیه در فاصلهٔ ۹۵ کیلومتری تهران، ۵۸ کیلومتری شهر پرند و ۳۸ کیلومتری ساوه قرار دارد.
شهرهای دیگر این شهرستان به جز مأمونیه شامل زاویه، پرندک، خشکرود و رازقان است.

## جغرافیا

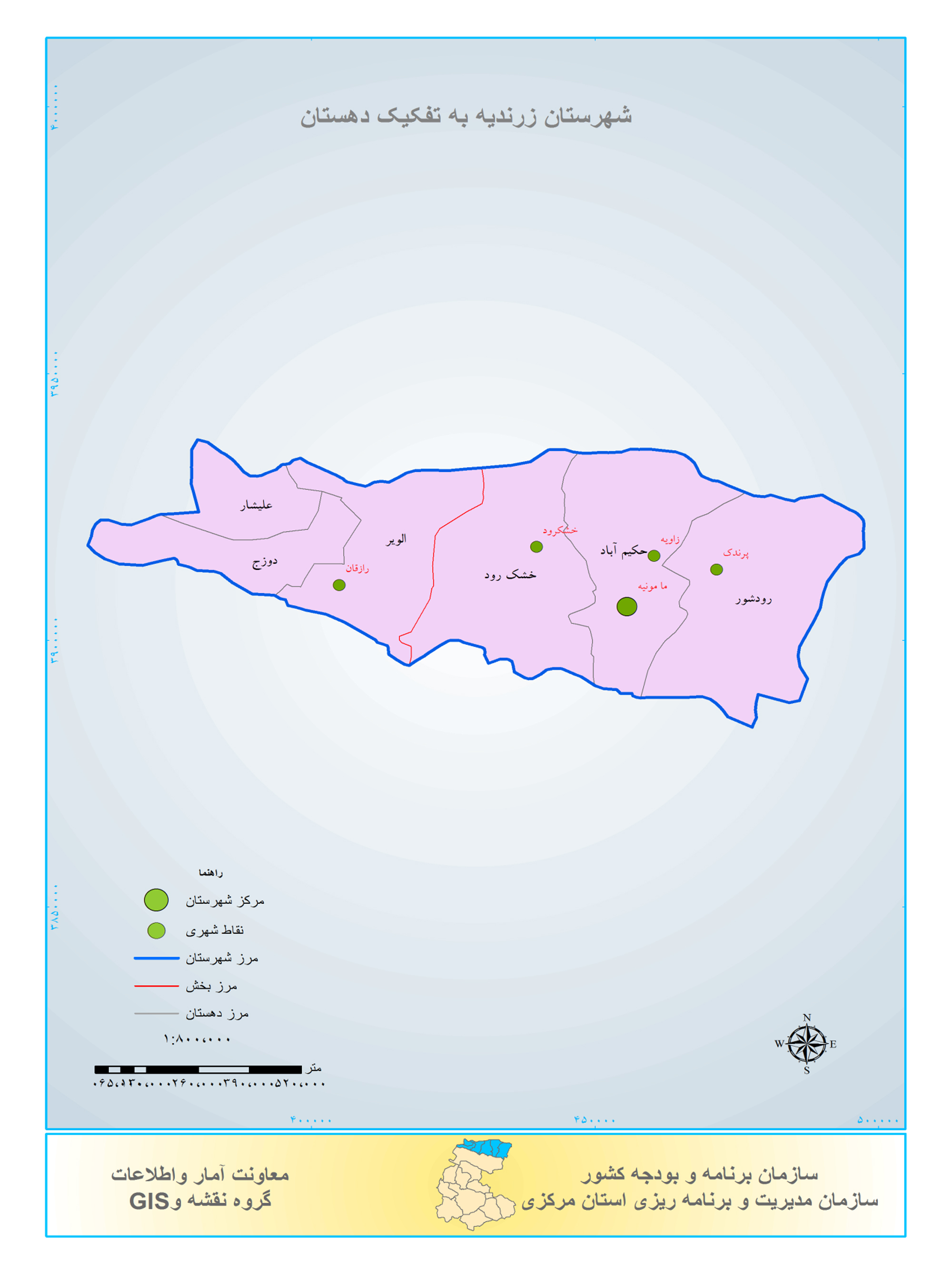
شهرستان زرندیه

این شهرستان، در جنوب و جنوب غربی تهران و در شمال استان مرکزی قرار گرفته و در سال ۱۳۸۲ خورشیدی از شهرستان ساوه جدا شد. شهرستان زرندیه با وسعت ۴٬۱۵۰ کیلومتر مربع، بعد از شهرستان ساوه دومین شهرستان بزرگ استان مرکزی است و با جمعیت ۶۳٬۹۰۷ نفر بنابر سرشماری سال ۱۳۹۵، بعد از اراک، ساوه، شازند و خمین پنجمین شهرستان پُرجمعیت استان مرکزی محسوب می‌شود.
زرندیه از شمال با استان تهران و استان البرز، از غرب با استان قزوین و استان همدان، از شرق با استان تهران و استان قم و از جنوب با شهرستان ساوه همسایه است و شهر مامونیه، مرکز آن است. مأمونیه در فاصلهٔ ۹۵ کیلومتری تهران و ۱۹۵ کیلومتری مرکز استان مرکزی، واقع شده‌است.
رود شور نام رودی در شمال شهرستان زرندیه در نزدیکی شهر جدید پرند، پرندک و زاویه است. این رود، یکی از بزرگ‌ترین رودهای حوضه آبریز دریاچه نمک قم است. این رودخانه که از رشته‌کوه البرز در نزدیکی قزوین سرچشمه می‌گیرد تا دریاچه نمک در کویر مرکزی ایران امتداد می‌یابد و در نهایت به دریاچه نمک، منتهی می‌شود.
اینجی قارا دومین قلهٔ بلند استان مرکزی با ارتفاع ۲۹۵۰ متر در بخش خرقان شهرستان زرندیه است. این کوه در مجاورت روستای چلیسبان قرار دارد و در میان اهالی روستای چلیسبان و نیز روستاهای اطراف، از احترام ویژه‌ای برخوردار است.

## تقسیمات کشوری
شهرستان زرندیه دارای دو بخش به نام‌های بخش مرکزی و بخش خرقان است. این شهرستان دارای شش دهستان به شرح زیر است:
- بخش مرکزی شهرستان زرندیه
  - دهستان حکیم‌آباد
  - دهستان خشک‌رود
  - دهستان رودشور

شهرها: مأمونیه، زاویه، پرندک، خشکرود
- بخش خرقان
  - دهستان الویر
  - دهستان علیشار
  - دهستان دوزج

شهرها: رازقان

## مردم‌شناسی
بنابر سرشماری مرکز آمار ایران، جمعیت شهرستان زرندیه در سال ۱۳۹۵ خورشیدی برابر با ۶۳٬۹۰۷ نفر بوده است که از این میان ۳۲٬۴۵۷ نفر مرد و ۳۱٬۴۵۰ زن بوده‌اند. این شهرستان ۲۰٬۴۸۳ خانوار دارد و نرخ رشد جمعیت آن در سال ۱۳۹۵ خورشیدی ۲٫۲۴٪ برآورد شد.
زبان بیشتر مردم این منطقه فارسی است.بیشتر روستاها و شهر رازقان بخش خرقان و همین طور در زاویه به زبان ترکی آذربایجانی سخن می‌گویند و منطقه امیرآباد، زرندکهنه و شهر مامونیه به زبان فارسی. ولی مردم برخی روستاها مانند الویر و ویدر تات هستند و به زبان تاتی سخن می‌گویند. و در روستای وسمق، زبان زرگری رایج است. در زمان پهلوی اول تعدادی خانوار لر به این منطقه کوچ داده شدند که اکنون به زبان لری سخن می‌گویند.
ارامنه در هشت روستای چاناقچی علیا، آق بلاغ، چناقچی سفلی، لار، چهارحد، مصرقان، ورچند و تیره در گذر از خوانسار به بخش خرقان در میان کوه‌ها بعد از دوران صفویه پناه می‌برند و در آنجا تا این اواخر زندگی می‌کرده‌اند. تعداد آن‌ها به ۴۰۰۰ تا ۵۰۰۰ نفر می‌رسید و بعد از زمین‌لرزه بوئین‌زهرا در سال ۱۳۴۱ اکثر ساکنین ارمنی این ناحیه به تهران مهاجرت کردند.
این شهرستان از ویژگی‌هایی مانند نزدیکی به تهران، شهر جدید پرند، فرودگاه بین‌المللی امام خمینی و مرز مشترک با استان‌های تهران، قزوین، البرز، قم و همدان، اتصال به این استان‌ها با جاده و راه‌آهن و نیز وجود واحدهای تولیدی و صنعتی متعدد برخوردار است. برخورداری از این قابلیت‌ها باعث شده که مهاجران برای اشتغال از اقصی نقاط ایران به این شهرستان روی آورند. این مهاجران بیشتر از استان‌های لرستان، کردستان، همدان و شمال کشور وارد این شهرستان شده‌اند. این مهاجران در اطراف برخی روستاهای این شهرستان مانند بربر، امیرآباد، زرند کهنه و خورشیدآباد اقامت کرده‌اند.

### آداب و رسوم
از مراسم رایج مذهبی و فرهنگی شهرستان می‌توان از تعزیه‌خوانی، سیزده‌بدر، مراسم عید نوروز، چهارشنبه سوری، پاتختی، حنابندان، عروس‌بران، جشن کوسه ناقالی (ناقلدی)، مراسم بیل‌گردانی، مراسم انگور (جشن انگور) نام برد.

### صنایع دستی
صنایع دستی شهرستان زرندیه شامل دستبافت‌های سنتی (قالی‌بافی و گلیم‌بافی)، رودوزی‌های سنتی، آثار چوبی (منبت‌کاری، معرق‌کاری، خراطی)، سفالگری، کتابت و نگاری، آثار فلزی (قلم‌زنی) است.

## پیشینه
دربارهٔ پیشینهٔ زرندیه، از واژه‌های باقی‌مانده در زبان فارسی کنونی زرنگ که معرب زرنج است با نام زرند از یک ریشه بوده که زرنگ به زرند تبدیل شده است. واژهٔ زرند در نسخ قدیمی به خرده ریزطلا و زر معنی شده است.
بنا بر پژوهش باستان‌شناسان، راه دوم اکباتان (همدان امروزی) به‌نام راگا (ری) از زرند می‌گذشت که حدود هفتصد سال سابقهٔ تاریخی دارد. و محل دریافت عوارض پول و طلا بوده و واژهٔ زرند از همین موضوع اقتباس شده‌است.
شهرستان زرندیه بخشی از قلمرو پادشاهی ماد بود و اولین حکومت ایرانی در این حوالی شکل گرفت. بعد از مادها، هخامنشیان به این سرزمین حکومت می‌کردند، اما این سرزمین همچنان محل سکونت مادها باقی ماند.
زرند تا ۲۶ بهمن ۱۳۲۳ دهستان بود و از این تاریخ با مصوبهٔ هیئت وزیران، یکی از بخش‌های شهرستان ساوه شد.

## گردشگری

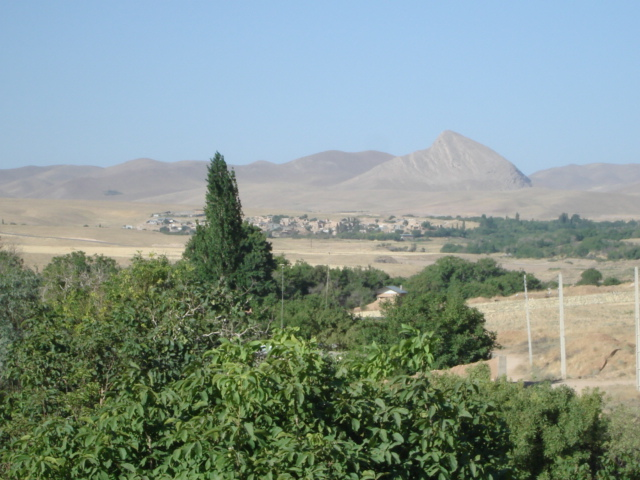
روستای ویدر از توابع شهرستان زرندیه

از جاذبه‌های گردشگری زرندیه می‌توان آبشار چناقچی، غار بریه، سد بند امیر، سد خاکی لارگلو، سد ورامه، سد لار و روستاهای بربر، حکیم‌آباد و حسین‌آباد را نام برد.
شهرستان زرندیه با توجه به قرار گرفتن در مسیر جاده ابریشم دارای آثار و ابنیهٔ تاریخی بسیار با قدمت است.

### آثار تاریخی
- منطقهٔ باستانی مشکویه – قدمت: دورهٔ پیش از اسلام به شمارهٔ ثبت ملی ۱۳۶۱
- تپه خورآباد – قدمت: دورهٔ اشکانیان به شمارهٔ ثبت ملی ۲۳۱۲۲
- منطقه باستانی پیک (زرندیه) – قدمت: دورهٔ پیش از اسلام به شمارهٔ ثبت ملی ۱۳۵۹
- منطقهٔ گزنگ صدرآباد – قدمت: دورهٔ ساسانیان به شمارهٔ ثبت ملی ۱۳۶۲
- قلعهٔ حسن‌آباد – قدمت: دورهٔ پس از اسلام
- تپه‌های روستای آجان (قلعه گبری) – قدمت: هزارهٔ سوم پیش از میلاد به شمارهٔ ثبت ملی ۱۱۹۲
- تپه گبری الویر - قدمت: دورهٔ پیش از اسلام به شمارهٔ ثبت ملی ۱۱۹۰
- تپه قلعه باش علیشار – قدمت: دورهٔ پس از اسلام به شمارهٔ ثبت ملی ۵۶۱۴
- تپه سر قلعه – قدمت: دورهٔ پس از اسلام به شمارهٔ ثبت ملی ۲۲۰۶۶
- آب‌انبار محمودآباد - قدمت: دورهٔ قاجار به شمارهٔ ثبت ملی ۲۳۱۱۴
- آب‌انبار نوروزآباد - قدمت: دورهٔ قاجار به شمارهٔ ثبت ملی ۲۲۹۹۲
- امامزاده پنج‌تن - قدمت: دورهٔ ایلخانی به شمارهٔ ثبت ملی ۲۳۸۱۰
- آرامگاه امامزاده سید منصوربن موسی - قدمت: دوره صفویه به شمارهٔ ثبت ملی ۱۲۲۶
- کاروانسرای خشکه‌رود - قدمت: دورهٔ صفویه به شمارهٔ ثبت ملی ۱۱۸۶
- یخچال مهدی‌آباد - قدمت: دورهٔ قاجار به شمارهٔ ثبت ملی ۵۹۷۵
- مسجد چاله - قدمت: دورهٔ قاجار به شمارهٔ ثبت ملی ۲۵۰۰۳
- حمام آسیابک - قدمت: دورهٔ قاجار به شمارهٔ ثبت ملی ۲۳۰۰۱
- حمام الویر - قدمت: دورهٔ قاجار به شمارهٔ ثبت ملی ۲۲۰۹۹
- حمام مامونیه - قدمت: دورهٔ قاجار به شمارهٔ ثبت ملی ۲۳۸۰۷
- برج کبوترخانهٔ خورآباد - قدمت: دورهٔ رضاشاه پهلوی به شمارهٔ ثبت ملی ۲۲۹۹۵
- تپه خورشیدآباد - قدمت: دورهٔ پس از اسلام به شمارهٔ ثبت ملی ۵۶۱۶
- تپه دوزج - قدمت: دورهٔ پس از اسلام به شمارهٔ ثبت ملی ۵۶۱۷
- تپه سنگرمرد تپه‌سی - قدمت: دورهٔ پس از اسلام به شمارهٔ ثبت ملی ۵۶۱۹
- مسجد اعظم چلیسبان - قدمت: دورهٔ زندیه
- روستای بیلفتو میل هفتم در راه ابریشم
- قبرستان قدیمی گبر‌ها در روستای شمس‌آباد - قدمت: دورهٔ ساسانیان
- قلعه قارقالوخ - قدمت: دورهٔ اسماعیلیان
- کلیسای سرکیس مقدس - قدمت: ۱۳۷۵ میلادی
- مسجد جامع شهر زاویه
- حمام کلبعلیخان خلج - قدمت: دورهٔ زندیه. این اثر در تاریخ ۱۴ مهر ۱۳۵۴ به شمارهٔ ثبت ملی ۱۱۷۹ به‌عنوان یکی از آثار ملی ایران به ثبت رسیده است.[۱۷][۱۸]

## آموزش

### دانشگاه آزاد اسلامی واحد زرندیه
دانشگاه آزاد اسلامی در سال ۱۳۸۶ در مرکز این شهرستان با ۴۴ دانشجو در رشته‌های الکتروتکنیک و حسابداری در ساختمانی استیجاری آغاز به کار کرد. در نیمسال دوم سال ۱۳۸۶ با ۱۱۰ دانشجو به فعالیت رو به رشد خود سرعت بخشید و در رشته‌های کامپیوتر، تربیت بدنی، و آموزش زبان انگلیسی دانشجو پذیرفت و هم‌زمان در کنار فعالیت‌های آموزشی، در زمینی به وسعت ۴ هکتار کار ساخت ساختمان اداری و آموزشی خود را به مساحت ۵۰۰ مترمربع آغاز کرد. در مهر سال ۱۳۸۷ به ساختمان جدیدالاحداث نقل مکان کرد و با چهارصد دانشجو در ساختمان مستقل در پی جذب هیئت علمی دانشگاه برآمد. ۵ نفر را در رشته‌های مورد نیاز جذب نموده و رشته‌های تحصیلی را از ۸ رشته به ۱۵ رشته افزایش داده که ۳ رشته کارشناسی و ۱۲ رشته کاردانی هستند. این دانشگاه در تیرماه ۱۳۸۹ رسماً با حضور عبدالله جاسبی ریاست وقت دانشگاه آزاد افتتاح گردید. همچنین، این واحد در آبان ماه ۱۳۸۹ از واحد ساوه استقلال یافته و به واحد مستقل تبدیل شد.

### مؤسسهٔ آموزش عالی غیرانتفاعی پرندک
مؤسسهٔ آموزش عالی غیرانتفاعی پرندک در کیلومتر ۶۰ آزادراه تهران-ساوه و در شهر پرندک واقع شده‌است و از سال ۱۳۸۹ اقدام به جذب دانشجو کرده است و هم‌اکنون دارای ۶۰۰ دانشجوی کارشناسی در رشته‌های حسابداری، مدیریت صنعتی و مدیریت بازرگانی و ۱۰۰ دانشجوی کارشناسی ارشد است.

## صنعت و انرژی

### نیروگاه رودشور
نیروگاه رودشور با ظرفیت ۷۹۰ مگاوات، از نیروگاه‌های گازی ایران است که در ۴۴ کیلومتری آزادراه تهران-ساوه در شهرستان زرندیه قرار دارد.

### شهرک صنعتی زرندیه
شهرک صنعتی زرندیه با مساحت ۹۱۰ هکتار در ۳۵ کیلومتری مأمونیه و مجاورت مرز استان تهران قرار دارد.
- فاصله تا فرودگاه: ۷۵ کیلومتر
- فاصله تا راه‌آهن: ۳۵ کیلومتر
- فاصله تا مرکز استان: ۱۹۵ کیلومتر
- فاصله تا نزدیک‌ترین شهرستان: ۳۵ کیلومتر
- فاصله تا گمرک: ۴۵ کیلومتر
- فاصله تا نزدیک‌ترین بندر: ۵۰۰ کیلومتر

### شهرک صنعتی زاویه
شهرک صنعتی زاویه، در مجاورت شهر زاویه در فاصله اندکی از آزادراه تهران - ساوه واقع گردیده‌است که در فاصله ۸۵ کیلومتری تهران قرار داشته و تا ایستگاه راه‌آهن پرندک ۱۵ کیلومتر، ایستگاه راه‌آهن اراک ۲۱۳ کیلومتر، گمرک ساوه ۴۵ کیلومتر، فرودگاه پیام کرج ۶۰ کیلومتر، فرودگاه امام خمینی ۶۰ کیلومتر و فرودگاه اراک ۲۱۸ کیلومتر فاصله دارد.

## مشاهیر
- ابوعلی مسکویه مورخ، ادیب، طبیب، فیلسوف، کیمیاگر و عالم اخلاق قرن چهارم و پنجم است.[۲۲]